# Omar Menghi
Omar Menghi (Rimini, 1975. október 18. –) korábbi olasz motorversenyző, legutóbb a MotoGP negyedliteres géposztályában versenyzett.
A sorozatban 2006-ban mutatkozhatott be, az ott töltött két év alatt összesen három versenyen indult. Pontot nem szerzett.